# 2001 QX297
2001 QX297 est un objet transneptunien du groupe des cubewanos. 

## Caractéristiques
2001 QX297 mesure environ 160 km de diamètre.